# Карађорђев дом у Рачи
Карађорђев дом у Рачи, општинском седишту истоимене општине, саграђен је 1932. године и представља непокретно културно добро као споменик културе.
Као грађевина Карађорђев дом је имао узор у средњовековним монуметалним дворцима и представља објекат са пет зупчастих кула, на угловима и на средини главне фасаде. Са својом разуђеношћу и лепотом се својевремено убрајала у лепше и репрезентативне објекте у Краљевини Југославији.
У изградњи зграде која је првобитно била намењена смештају сирочади некадашње Дунавске бановине, учествовала је и краљица Марија Карађорђевић. После Другог светског рата у њој је била смештена Основна школа „Карађорђе“, да би од 1999. године имала функцију колективног центра за смештај привремено расељених са Косова и Метохије.